# Guerre russo-suédoise de 1495-1497
Pour les articles homonymes, voir Guerre russo-suédoise.
La Guerre russo-suédoise de 1495-1497 est un résultat de l'alliance entre Ivan III de Russie et Jean Ier de Danemark, qui était en guerre contre la famille Sture (en) dans l'espoir de regagner le trône de Suède. On pense que Jean avait promis quelques parties du territoire finlandais au tsar de Russie, mais il ne se soucia pas d'honorer cet accord après avoir été couronné roi de Suède, à la fin de la guerre.
Comme convenu, Ivan III envoya les princes Daniil Chtchenia (en) et Vassili Chouïski assiéger la forteresse suédoise de Viborg. Le siège dura trois mois et se termina lorsqu'un Suédois mit le feu aux réserves de poudre. L'année suivante, les généraux russes Vassili le Louche et Andreï Tcheliadnine (ru) dévastèrent la Finlande suédoise jusqu'à Hämeenlinna. Un autre détachement longea les côtes, obligeant les Finlandais à prêter serment d'allégeance.
Le régent de Suède Sten Sture le Vieil, qui se trouvait alors à Turku, enragea à ces nouvelles et envoya Svante Nilsson et une armée de 2 000 hommes prendre Ivangorod, une nouvelle forteresse qu'Ivan III avait fait bâtir pour protéger l'Ingrie russe contre les Chevaliers Porte-Glaive. Les Suédois la prirent sans peine, mais se rendirent vite compte qu'ils seraient dans l'impossibilité de la défendre. Ils l'offrirent aux Chevaliers Porte-Glaive, mais ceux-ci refusèrent. Les Suédois brûlèrent alors la forteresse et regagnèrent la Suède.
Après que Jean Ier de Danemark se fut emparé du trône suédois, les hostilités furent suspendues sans résultat tangible pour aucun des belligérants. En 1508, un traité de paix de 60 ans fut enfin ratifié entre la Suède et la Russie. Ce traité fut confirmé en 1513 et en 1524.

## Sources
- (en) Cet article est partiellement ou en totalité issu de l’article de Wikipédia en anglais intitulé « Russo-Swedish War (1495–97) » (voir la liste des auteurs).

## Articles annexes
- Guerre russo-suédoise